# 이덕주 (1617년)
이덕주(李德周, 1617년 ∼ 1682년)는 조선 2대왕 정종의 후손으로 덕천군의 8대손이며 이준(李準)의 손자이고 이방익(李邦益)의 아들이다.
현종 9년(1668년) 진사로 별시 문과 병과로 급제, 숙종 1년(1675년) 지평(持平) · 장령(掌令), 사간(司諫)을 지냈고, 이어 집의(執義), 승지(承旨), 충청도 관찰사, 강원도 관찰사, 한산군수를 역임하였다. 숙종 8년(1682년) 허새(許璽)의 역모사건때에 모함을 받아 심한 고문으로 세상을 떠났다. 자는 성종(聖從)이다. 증 이조참판.

## 가계
- 9대조 : 조선 2대왕 정종(定宗)
- 8대조 : 덕천군(德泉君) 적덕공(積德公) 이후생(李厚生)
- 7대조 : 신종군(新宗君) 공간공(恭簡公) 이효백(李孝伯)
- 6대조 : 완성군(莞城君) 이귀정(李貴丁)
- 5대조 : 상산군(商山君) 이계보(李繼保)
  - 고조부 : 이억손(李億孫)
    - 증조부 : 완계부원군 이유정(李惟貞)
      - 할아버지 : 전성군 이준(李準)
        - 백부 : 이정익(李廷益)
        - 백부 : 이공익(李公益)
        - 숙부 : 이세익(李世益)
        - 아버지 : 이방익(李邦益)
        - 어머니 : 청송 심씨, 심우준(沈友浚)의 딸
          - 형님 : 이덕하(李德夏)
          - 형님 : 이덕상(李德商)
          - 부인 : 풍천 임씨(豊川 任氏) 임형(任衡)의 딸
            - 장남 : 이요(李竹/堯)
            - 장녀 : 권위(權瑋)에게 출가
            - 차녀 : 민종도(閔宗道)에게 출가

## 기타
- 숙종 6년(1680년) 남인축출을 위해 西人이 일으킨 경신대출척이후,
- 숙종 8년(1682년) 남인숙청을 위해 西人이 기획한 임술고변(역모자 고소)으로 사망.
  - 임술고변(告變) 사건 : 허새(許璽), 허영(許瑛)의 비리를 확대, 날조 기획하여 역모자로 모함한 사건.
    - 당시 서인 집단의 영수는 김장생, 김육.(이이, 성혼을 계승.)
    - 주모자: 西人 척신 청풍 김씨 우의정 김석주(김육 孫子).
    - 주모자: 西人 척신 안동 김씨 한성부 우윤 김익훈(김장생 孫子).
    - 西人분열: 老論(역모이므로 남인숙청을 주장) ↔ 少論(모함주장).
    - 결과: 다수 남인숙청됨.
- 숙종 15년(1689년) 남인이 재집권한 기사환국(換局) 시기에 죄인 김익훈은 유배중에 장살됨, 서인 영수 송시열 사사(賜死)
  - → 이후 老論(김익훈의 신원 복구주장) ↔ 少論(신원복구반대)
- 숙종 20년(1694년) 노론이 재집권한 갑술환국(換局) 시기에 죄인 김익훈은 복권됨, 贈이조판서.
- 그 뒤 경종때 (1722년) 소론(少論)이 집권하여 죄인 김익훈은 추탈되고
- 그 뒤 영조때 (1760년) 노론(老論)이 집권하여 죄인 김익훈은 복권됨.